# Mecynargus hypnicola
Mecynargus hypnicola là một loài nhện trong họ Linyphiidae.
Loài này thuộc chi Mecynargus. Mecynargus hypnicola được Kirill Yuryevich Eskov miêu tả năm 1988.